# أنقليس ثعباني قصير الذيل
أنقليس ثعباني قصير الذيل (الاسم العلمي: Callechelys guineensis) هو نوع من الأنقليس، يتبع فصيلة الأنقليس الثعباني.